# Andreas Goldberger
Andreas Goldberger (Ried im Innkreis, 29. studenog 1972.) je bivši austrijski skijaš skakač i jedan od najboljih u povijesti u tom sportu.
Ima dvadeset pobjeda u svjetskom kupu i tri naslova ukupnog pobjednika (1992./93., 1994./95. i 1995./96.) Dva puta je odnio ukupnu pobjedu na novogodišnjoj turneji četiri skakaonice (1992./93. i 1994./95.) Na zimskim olimpijskim igrama osvojio je dvije bronce, obje sa ZOI 1994. u Lillehammeru (pojedinačno i ekipno na velikoj skakaonici). Sa svjetskih prvenstava vlasnik je dva zlata, dva srebra i tri bronce.
1997. je zbog problema s kokainom izbačen na šest mjeseci iz austrijske reprezentacije. Zbog tog je čina razmišljao promijeniti državljanstvo í nastupati pod zastavom SR Jugoslavije, ali je ipak ostao nastupati za pravu domovinu.